# Cheratocongiuntivite limbica superiore
La cheratocongiuntivite limbica superiore è una malattia della superficie oculare caratterizzata da episodi ricorrenti di infiammazione della cornea superiore e del limbo, come della congiuntiva tarsale superiore e bulbare.

## Patogenesi
Anche se la patogenesi rimane da chiarire, si pensa che un trauma meccanico della palpebra superiore possa condurre alla distruzione del normale epitelio. Questa ipotesi meccanica è supportata dall'aumento delle dimensioni delle palpebre nei pazienti con esoftalmo tiroideo, i quali hanno un'incidenza superiore di cheratocongiuntivite.

### Segni e sintomi
I pazienti presentano arrossamento oculare, bruciore, lacerazioni, sensazione di corpo estraneo, modesta fotofobia. Sono rinvenute infiammazione ed ispessimento della congiuntiva, specialmente del limbo.

## Trattamento

### Trattamento farmacologico
L'uso di colliri è un trattamento efficace per questa patologia